# Dragon 32
O Dragon 32 foi um computador doméstico produzido na década de 1980. O Dragon 32 era muito similar ao TRS-80 Color Computer (CoCo) da Tandy e foi criado especialmente para o mercado europeu pela Mettoy/Dragon Data Ltda., estabelecida em Port Talbot, País de Gales. O número do modelo faz referência à quantidade de memória RAM disponível, no caso, 32 KBytes (embora, na realidade, só 24,2880859 KBytes estivessem disponíveis para o usuário).

## Histórico
No início dos anos 1980, o mercado britânico de computadores domésticos estava enfervescendo. Novas máquinas eram lançadas quase que mensalmente. Em agosto de 1982, a Mettoy/Dragon Data lança o Dragon 32 (e, um ano depois, lança o Dragon 64, modelo com 64 KBytes de memória RAM). Tal computador teve boa aceitação desde o início, atraindo assim o interesse de vários desenvolvedores independentes de software, entre eles a Microdeal. Uma revista chamada "Dragon User" passou a circular pouco tempo depois do lançamento desta máquina.
No entanto, considerando que os jogos exerciam uma importante influência sobre o mercado de computadores domésticos, o Dragon acabou enfrentando algumas dificuldades, principalmente porque possuía capacidades gráficas inferiores às de outras máquinas, como o Sinclair ZX-Spectrum e o Commodore 64.
O Dragon também era incapaz de apresentar letras minúsculas reais (estas eram apresentadas como caracteres de fundo reverso). Em razão disso, as aplicações mais sofisticadas contornavam o problema usando os modos gráficos de alta resolução (da mesma forma como tinham de fazer os usuários quando programavam jogos: "desenhando" os caracteres gráficos). Por certo, os programas mais simples não empregavam letras minúsculas. Não há dúvidas de que esta limitação também acabou prejudicando sua aceitação no mercado educativo.
Como resultado de todas essas limitações, o Dragon não chegou a ser um grande sucesso comercial, de forma que a Mettoy/Dragon Data entrou em colapso em junho de 1984.
Mas não obstante ao fechamento da empresa, o Dragon manteve sua regular popularidade. Ele possuía uma placa-mãe robusta acomodada em um gabinete bem espaçoso, permitindo sua modificação pelos próprios usuários, que iam acrescentando vários e vários componentes em todos os espaços que encontravam disponíveis.
Devido a popularidade do Dragon, a empresa Cable Software chegou produzir jogos para esta máquina até fins dos anos 1980.

## Características Técnicas

### Hardware e Periféricos
O Dragon 32 era baseado no processador Motorola MC6809E rodando normalmente a 0,89 MHz. Este processador de 8 bits era a UCP mais avançada da época, possuindo inclusive algumas capacidades limitadas de 16 bits. Em termos de poder computacional, o Dragon batia facilmente seus rivais contemporâneos, os quais continuavam baseados na antiga tecnologia MOS, como o 6502 ou o Zilog Z80. Porém, o que fazia a diferença no mercado de computadores domésticos de então eram as capacidades gráficas das máquinas e a quantidade de software disponível para elas; e tais pontos não eram, infelizmente, o forte do Dragon 32.
Era possível expandir a memória do Dragon 32, de 32 para 64 KBytes e muitos usuários acabaram o fazendo. Poucos, porém, ultrapassaram essa marca e o expandiram para 128, 256 ou 512 KBytes, mediante unidades de gerenciamento (MMU) ou controladoras de memória artesanais.
Uma extensa gama de periféricos existia para o Dragon 32 e, além disso, eram disponíveis add-ons como o "Dragon's Claw", que permitia aos modelos Dragon acessar a enorme gama de acessórios disponíveis para o BBC Micro (um computador doméstico sucesso de vendas no mercado britânico). 
Embora nenhuma máquina de então viesse de fábrica com um sistema operacional em disco, já que as fitas cassete eram o meio de armazenamento de dados padrão no mercado dos computadores domésticos de então, o sistema operacional DragonDOS era fornecido como parte integrante da interface controladora de disquetes produzida pela Mettoy/Dragon Data. Ademais, a grande quantidade de portas externas disponíveis - o que não era comum naquela época e incluía, no modelo Dragon 64 uma interface RS232 - também permitia aos seus proprietários conectar uma enorme quantidade e tipos de equipamentos.
Uma característica também incomum naquele tempo era a existência de uma porta específica para a conexão de um monitor de vídeo, uma vez que se usava o aparelho de TV e o custo dos monitores era extremamente caro. No entanto, o Dragon 32 trazia uma porta especial para vídeo composto, que oferecia uma imagem muito melhor.
O Dragon 32 usava joysticks analógicos, ao contrário da maioria dos microcomputadores da época, que empregavam sistemas digitais menos versáteis e mais baratos. Também era possível conectar canetas óticas nas portas dos joysticks.

## Modos de Vídeo
O principal modo de vídeo do Dragon 32 era o modo texto, com caracteres pretos sobre fundo verde limão. Os únicos gráficos possíveis neste modo eram aqueles baseados em blocos. Era possível, porém, selecionar um entre cinco modos de alta resolução através do comando PMODE n, com n variando de 0 a 4 e permitindo o uso de duas ou até quatro cores simultâneas, em resoluções cada vez maiores (atingia o máximo de 256 x 192 pixels em duas cores no PMODE 4). 
Cada modo gráfico possuía duas paletas de cores possíveis. Infelizmente as cores obtidas por esses modos eram muito extravagantes e não raras vezes foram usadas para depreciar o sistema quando comparado com outros computadores domésticos da época. Também era impossível usar o comando PRINT para apresentar texto nos modos gráficos, aumentando as dificuldades para os desenvolvedores de software.
Era possível, entretanto, usar todas as cores em modos "semigráficos" de 192x64 pixels, mas a sua resolução pobre e a dificuldade de acesso a este recurso (não era acessível via BASIC) explica o porquê de ter sido raramente utilizado.

### Sistemas de Disco
Um Sistema Operacional de Disco completo foi produzido para o Dragon 32 pela empresa Premier Microsystems, localizada nas proximidades de Croydon, ao sul de Londres. O sistema era anunciado como Delta DOS. Embora a Premier Microsystems tivesse a intenção de comercializar o Delta DOS através da própria Mettoy/Dragon Data, esta não gostou de ver um terceiro ditando os padrões de seu computador e, assim, resolveu lançar um rival, o DragonDOS, deixando bem claro que o Delta DOS não era compatível com o sistema operacional "padrão" do Dragon.
Tendo o Delta DOS sido lançado primeiro e sendo ambos comercializados (embora raramente juntos pelas mesmas lojas), surgiu uma inevitável confusão entre os consumidores, pois certos softwares disponíveis para um sistema não estavam disponíveis para o outro. Isto certamente contribuiu para a morte do Dragon, pois se a Mettoy/Dragon Data tivesse adotado pacificamente o Delta DOS certamente o Dragon teria se estabilizado melhor, garantindo uma maior sobrevida no mercado.
Em acréscimo ao DragonDOS, o Dragon 32 também era capaz de rodar outros sistemas operacionais como o Flex e o OS-9 Level 1, um sistema multitarefa semelhante ao Unix. Quando equipado com expansão de memória ou MMU, o Dragon 32 era capaz de rodar o OS-9 Level 2.

### Software Básico
O Dragon 32 vinha de fábrica com um interpretador Microsoft BASIC gravado na memória ROM de 16 KBytes. Ao contrário dos modernos PC's, que precisam de um sistema operacional de disco para funcionar, o Dragon 32 funcionava instantaneamente tão logo fosse ligado. 
Algumas empresas lançaram compiladores BASIC e outras linguagens compiladas para produzir códigos em linguagem de máquina ("binários") muito mais rápidos e que ocupassem menos memória RAM. Próximo de seu fim, a Mettoy/Dragon Data produziu um editor assembler/disassembler chamado "Dream".

## Diferenças com o Tandy Color Computer
Tanto o Dragon quanto o TRS-80 Color Computer eram baseados no processador Motorola MC6883 para gerenciamento de memória e controle dos periféricos (SAM).
Os sistemas eram tão similares entre si que o software produzido para uma das máquinas felizmente rodava na outra. O software produzido diretamente no BASIC também tinha grande grau de compatibilidade, desde que fossem redigitados, por causa da diferença dos mapas de memória usados por uma e outra máquina (tal tarefa poderia ser feita de modo mais fácil se o programa fosse gravado em fita com as opções apropriadas).
O Dragon 32 possuía ainda um circuito adicional para tornar o seu gerador de vídeo VDG MC6847  compatível com o padrão europeu de televisão, de 625 linhas (nos Estados Unidos, o padrão NTSC usa 525 linhas), e uma porta paralela padrão Centronics, de 25 pinos, para conexão de uma impressora paralela (o Color Computer usava uma porta serial padrão DIN, de 4 pinos). 
Algumas unidades do Dragon 32 foram produzidas no padrão NTSC visando o mercado norte-americano.

## Recursos Especiais
Como a maioria dos outros computadores domésticos, era possível acessar e/ou modificar o valor de várias estruturas do sistema ou registradores da memória para obter recursos mais ou menos úteis para o próprio sistema ou hardware. Entre os "segredos" do Dragon 32 incluíam-se:
- POKE 65495,0 - Dobrava a velocidade de acesso à memória ROM. Contudo, embora acelerasse o interpretador BASIC em ROM, desabilitava o correto funcionamento das portas do gravador e impressora. Ademais, devido a variâncias na produção, nem todos os Dragon 32 conseguiam habilitar este recurso de alta velocidade e algumas unidades chegavam a travar ou a não funcionar direito com este POKE, contudo sem resultar em prejuízo permanente. O comando POKE 65494,0 fazia o Dragon 32 voltar a funcionar na velocidade normal.
- POKE 113,18 fazia o computador realizar um boot morno.